# آربیونا باجراکتاری
آربیونا باجراکتاری (انگلیسی: Arbiona Bajraktari؛ زادهٔ ۱۰ سپتامبر ۱۹۹۶) بازیکن فوتبال اهل آلبانی است.
وی همچنین در تیم ملی فوتبال Albania بازی کرده‌است.